# Lysevattnet, Västergötland
Lysevattnet är en sjö i Ale kommun och Göteborgs kommun i Västergötland och ingår i Göta älvs huvudavrinningsområde. Sjön är 7 meter djup, har en yta på 0,12 kvadratkilometer och befinner sig 95 meter över havet. Sjön ligger i skogsområdet Alefjäll och avvattnas av vattendraget Hållsdammsbäcken.

## Delavrinningsområde
Lysevattnet ingår i det delavrinningsområde (642200-127525) som SMHI kallar för Förgrening. Medelhöjden är 54 meter över havet och ytan är 38,53 kvadratkilometer. Räknas de 3155 avrinningsområdena uppströms in blir den ackumulerade arean 48 084,52 kvadratkilometer. Avrinningsområdets utflöde Göta älv (Röa) mynnar i havet. Avrinningsområdet består mestadels av skog (60 %), öppen mark (11 %) och jordbruk (11 %). Avrinningsområdet har 2,85 kvadratkilometer vattenytor vilket ger det en sjöprocent på 7,4 %. Bebyggelsen i området täcker en yta av 3,91 kvadratkilometer eller 10 % av avrinningsområdet.

## Bilder

Lysevattnet
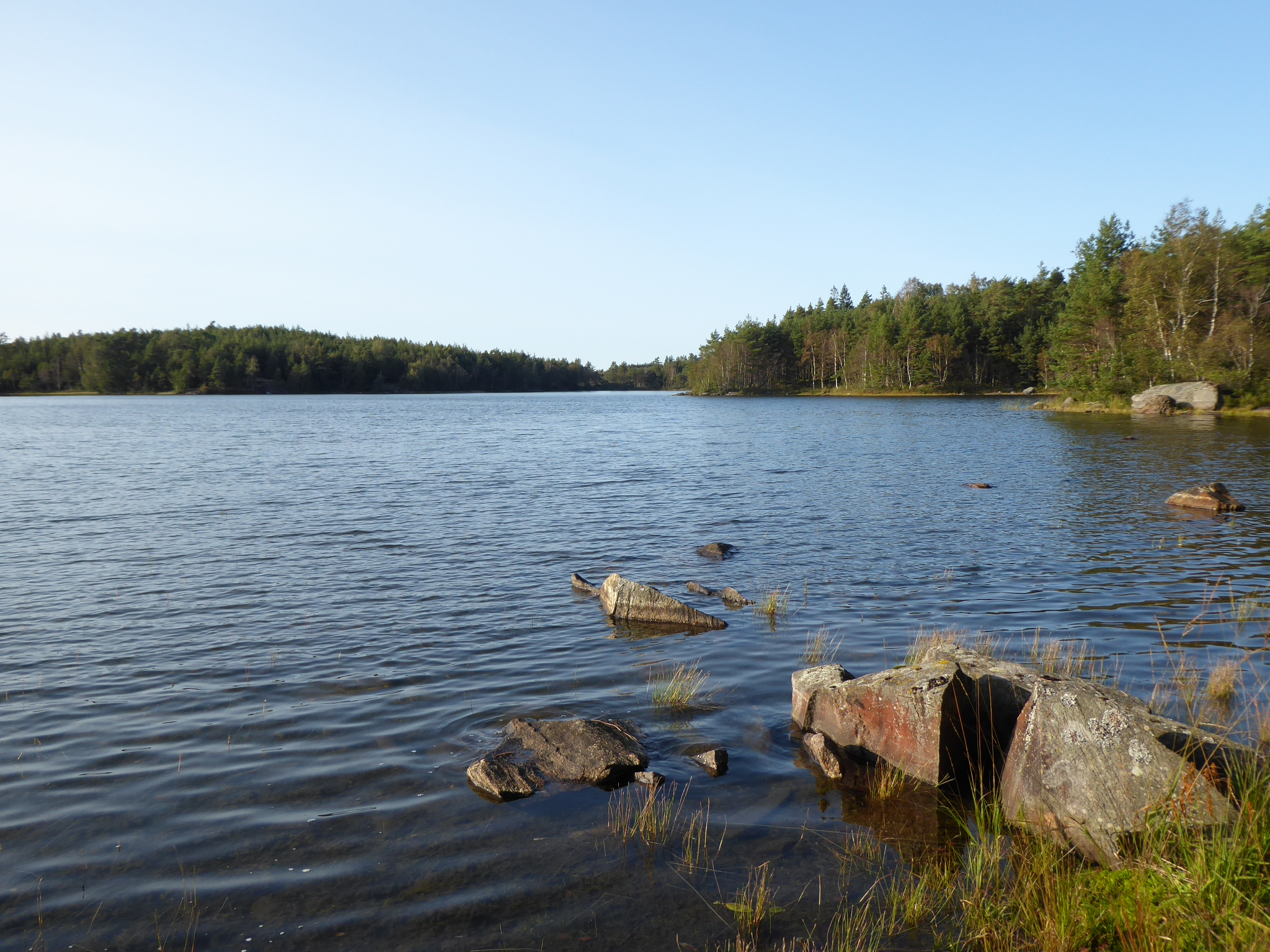
Lysevattnet söderifrån i september 2024.
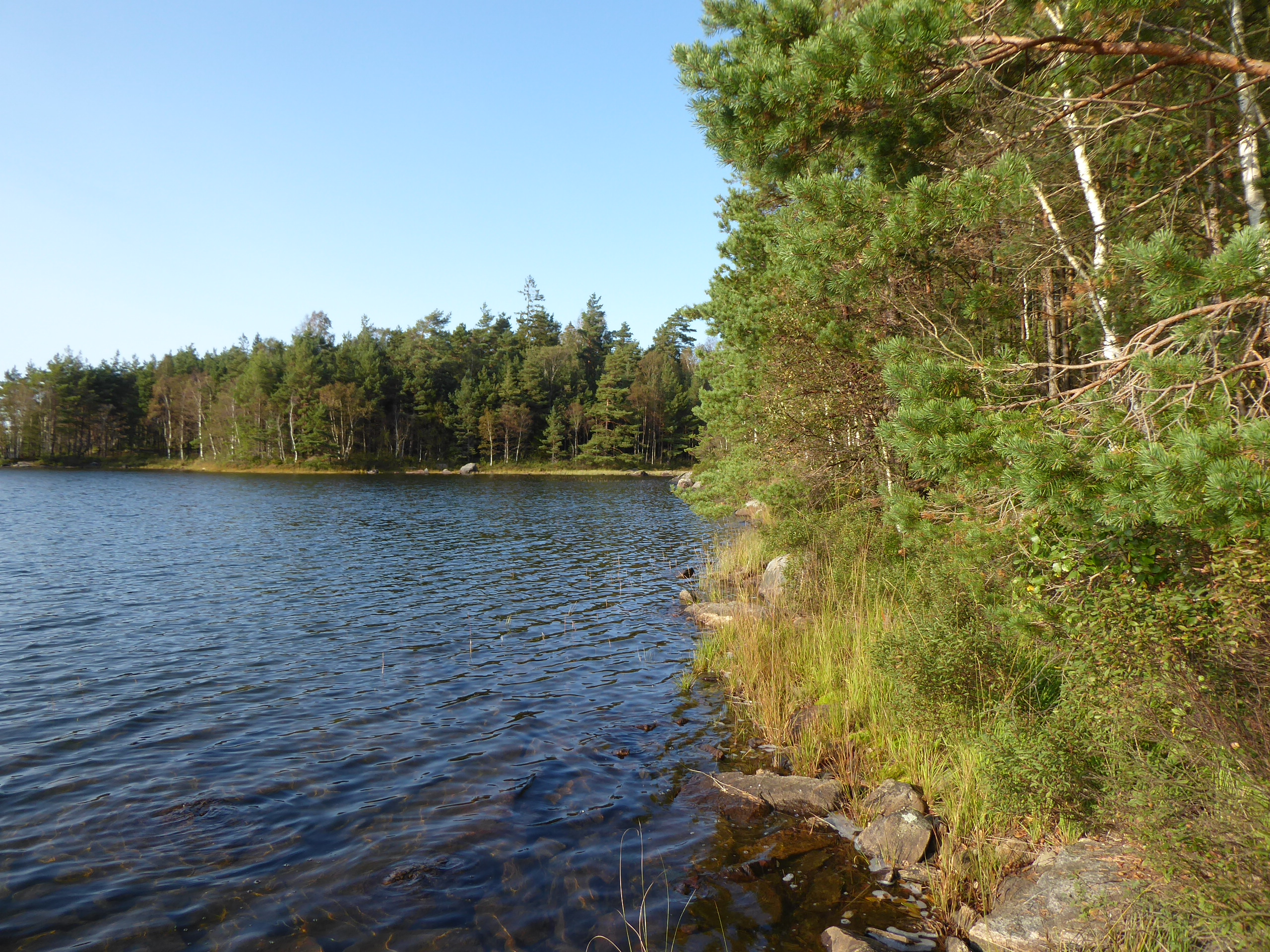
Lysevattnet från sydöst i september 2024.
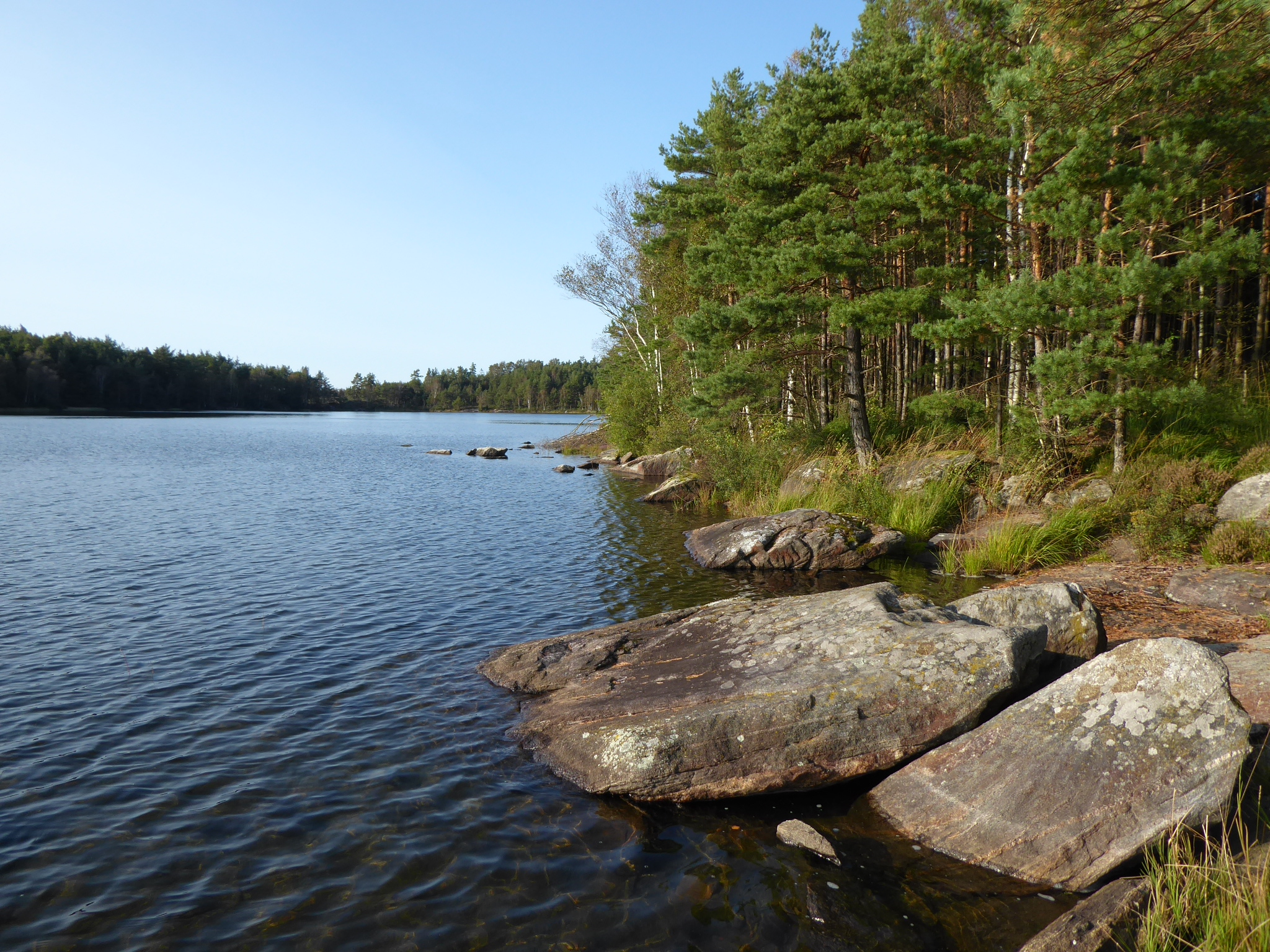
Lysevattnet från österifrån i september 2024.
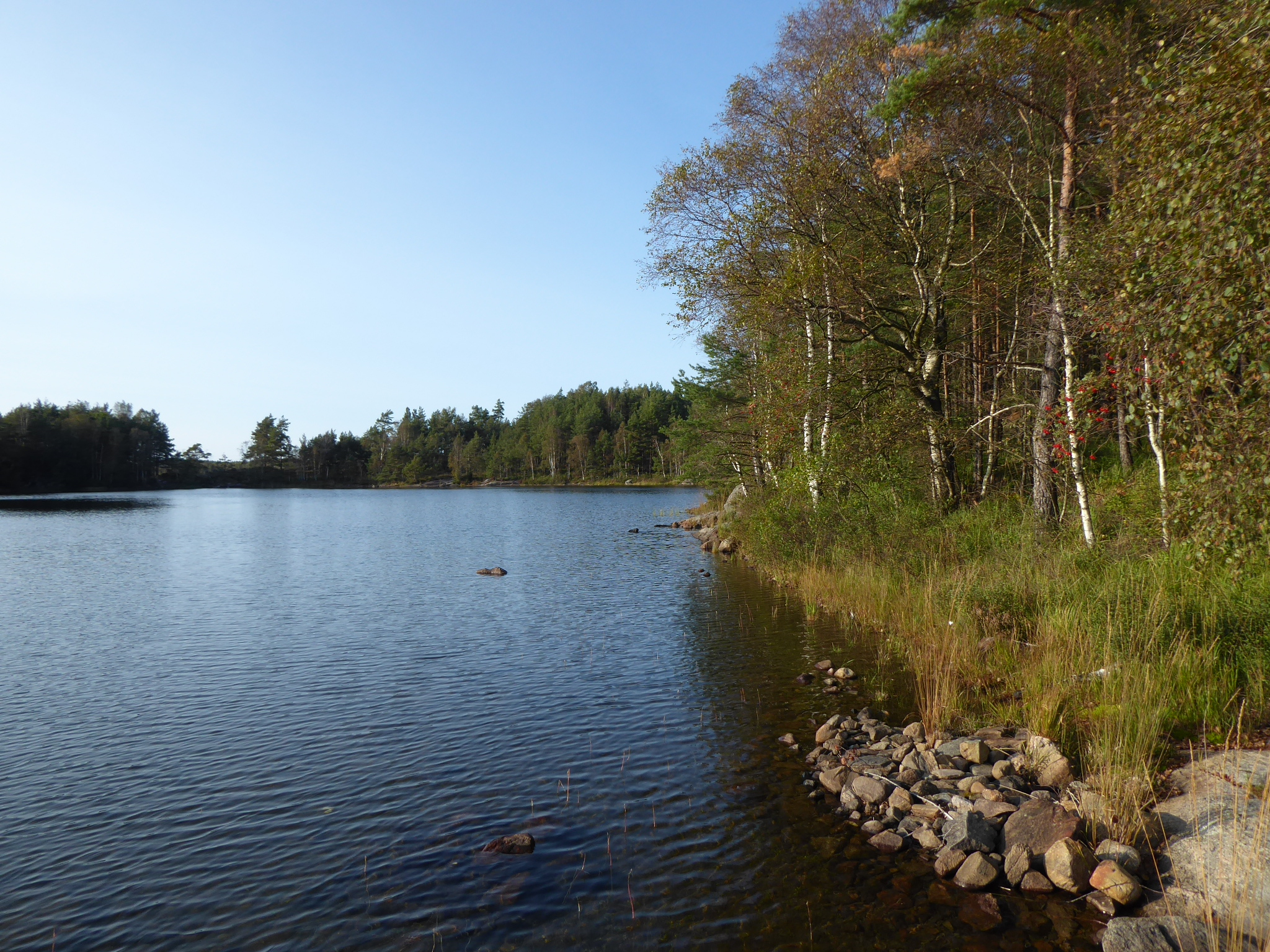
Lysevattnet från nordöst i september 2024.
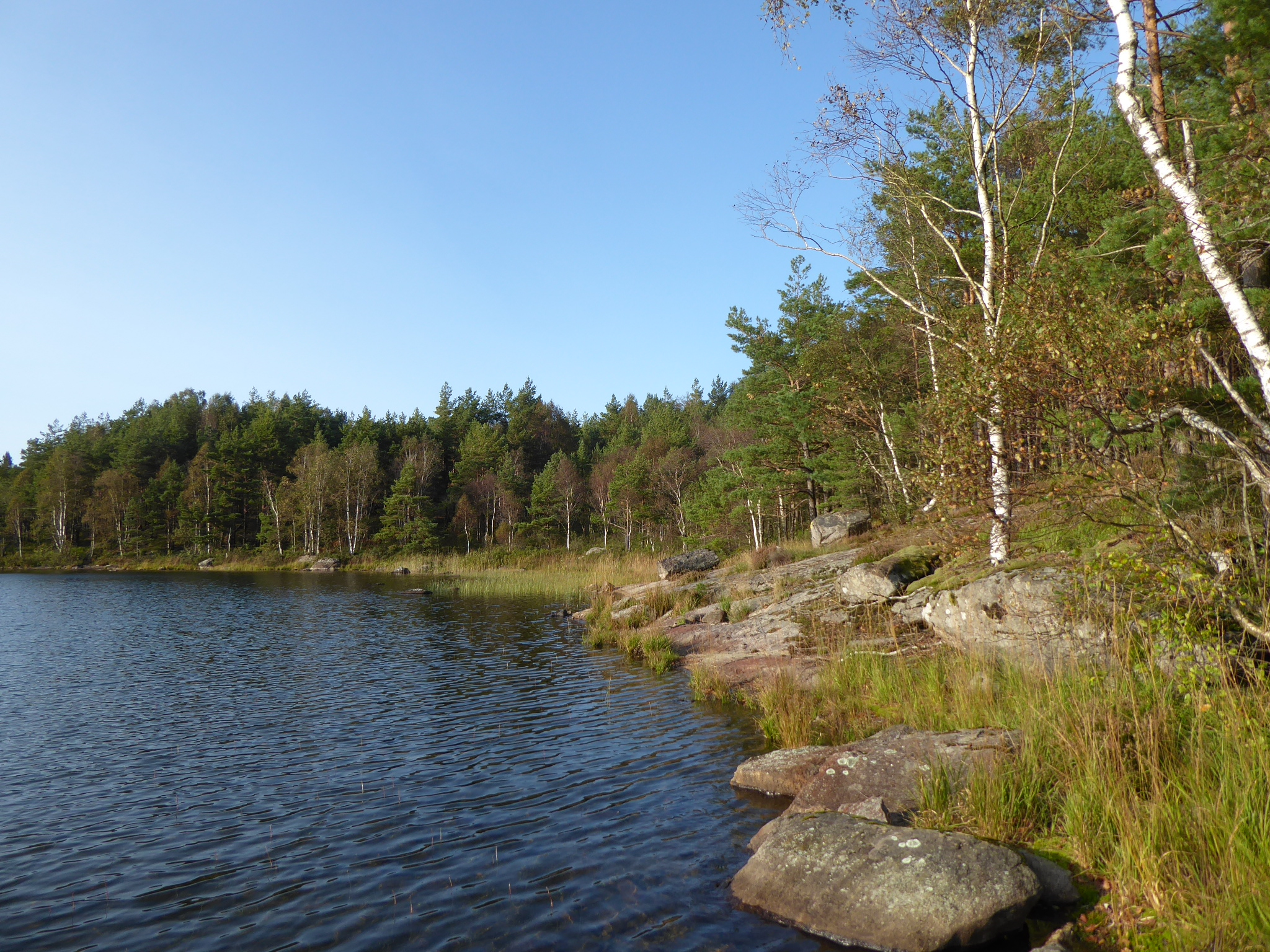
Lysevattnets nordöstra hörn i september 2024.